# Старая Чебула
Старая Чебула — исчезнувшая деревня в Болотнинском районе Новосибирской области. На момент упразднения входила в состав Таганаевского сельсовета. Исключена из учётных данных в 1971 году.

## География
Располагался на правом берегу реки Чебула, южнее федеральной трассы Р255 Сибирь, в 4,5 км к северу от села Новая Чебула.

## История
Деревня была основана в 1860 году. В 1926 году состояла из 92 хозяйств. В административном отношении являлась центром Старо-Чебулинского сельсовета Ояшинского района Новосибирского округа Сибирского края.
Решением Новосибирского облисполкома от 27.09.1971 г. № 650 деревня исключена из учётных данных, как фактически не существующая.

## Население
По переписи 1926 г. в деревне проживал 481 человек (229 мужчин и 252 женщины), основное население — русские.